# Templo Dourado de Dambulla

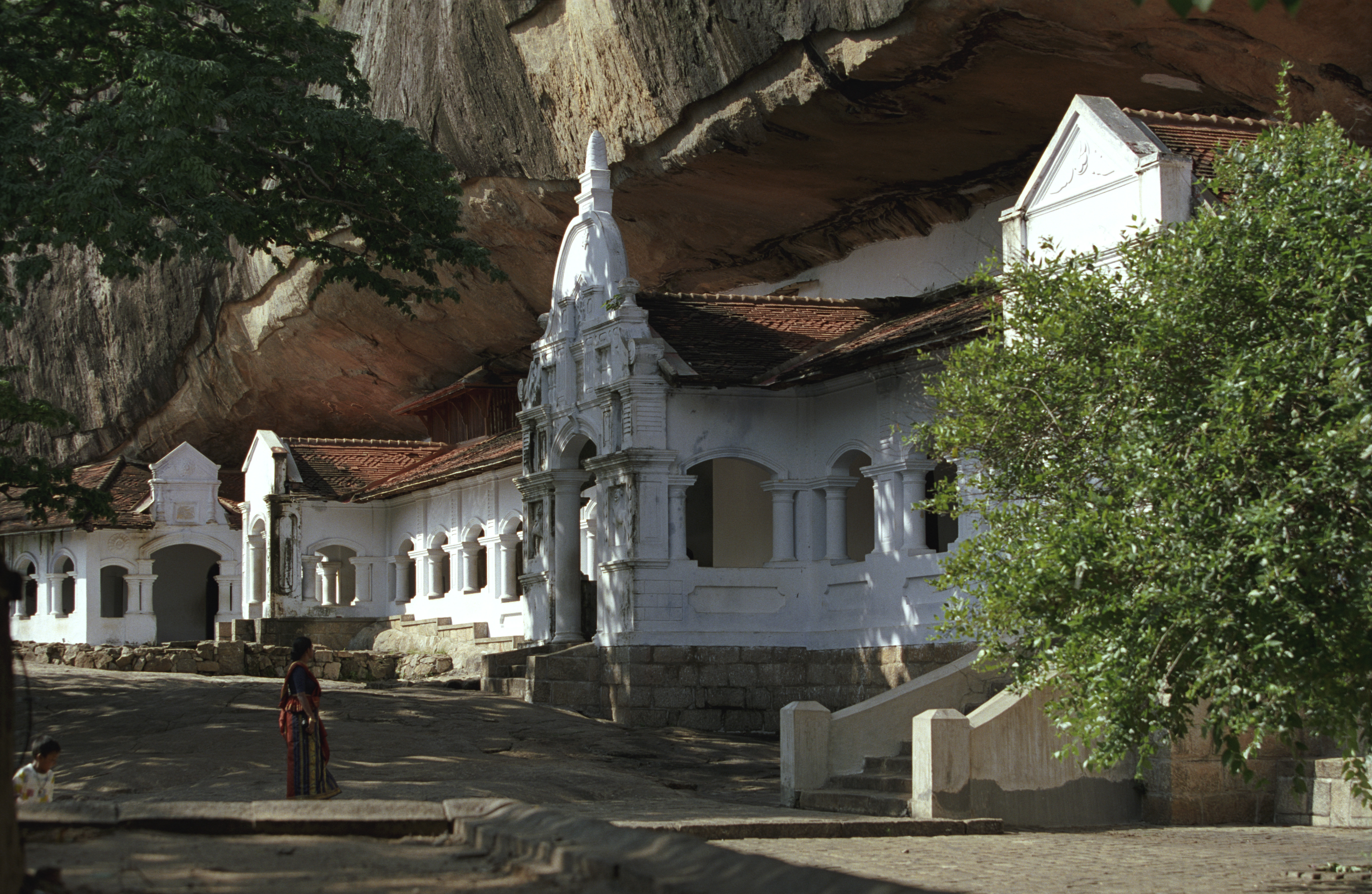
Exterior do templo

O Templo Dourado de Dambulla (em cingalês: දඹුල්ල රජ මහා විහාරය; romaniz.: Dambūlla Raja Maha Vihāraya; em tâmil: தம்புள்ளை பொற்கோவில்; Tampuḷḷai Poṟkōvil), também conhecido como Templo da Caverna de Dambulla é conjunto de templos budistas do Seri Lanca que está inscrito na lista de Património Mundial da UNESCO desde 1991. Situa-se na província Central do país, no distrito de Matale, junto à cidade de Dambulla, cerca de 46 km a norte de  Matale, 70 km a norte de Cândia e 160 km a nordeste de Colombo (distâncias por estrada).
O templo que é o maior e mais preservado complexo de templos em cavernas do Seri Lanca, que foi adicionado no século I a.C. à viara já existente há um ou dois séculos. O promontório rochoso onde se encontra eleva-se 160 metros acima das planícies em volta. Há registo de mais de 80 cavernas na área. O templo propriamente dito distribui-se por cinco cavernas, situadas debaixo dum enorme rochedo saliente, que tem um rego escavado para drenar as águas e manter as cavernas secas.
No interior das cavernas, as paredes e os tetos estão pintadas com intrincados padrões com imagens religiosas, que seguem os contornos da rocha, e estão relacionadas com Buda Gautama e a sua vida. Nas imagens estão representados Buda, bodisatvas e outras devas (divindades budistas). As pinturas cobrem uma área de cerca de 2 100 m² e incluem a tentação de Buda pelo demónio Mara e o primeiro sermão de Buda. Há também várias estátuas, nomeadamente 157 de Buda e quatro de divindades budistas e hindus, que incluem Vixnu e Ganexa.

## História
Na Pré-história as cavernas da região foram habitadas por humanos antes da chegada do budismo ao Seri Lanca, o que é atestado pela existência de locais de enterramento túmulos nos quais foram descobertos esqueletos humanos datados de há cerca de 2 700 anos. No sítio arqueológico de, situado a poucos quilómetros de Dambulla, há um conjunto de túmulos datados entre 700 e 400 a.C.
O complexo de templos data do século I a.C. e segundo a tradição, foi construído pelo rei Valagamba de Anuradapura (r. 103–77 a.C.), que ali esteve refugiado, escondendo-se durante 15 anos nas cavernas, após ter sido expulso da  Anuradapura pelos invasores tamiles liderados por membros da dinastia reinante no Império Pandia do sul da Índia. Após ter reconquistado a sua capital, Valagamba transformou o promontório rochoso e as suas cavernas num lugar de culto budista, como sinal de agradecimento aos deuses.
A viara (mosteiro budista) ainda funciona e é o mais bem conservado edifício antigo do Seri Lanca. Alegadamente, a viara terá sido fundada entre os séculos II e II a.C., tornando-se nessa época um dos maiores e mais importantes mosteiros da ilha. Após Valagamba ter construído os templos das cavernas, muitos outros reis fizeram obras nos templos, que no século XI se tinham tornado um importante centro religioso, uma situação que se mantém até hoje.
Em 1190, Nissanka Malla, rei de Polonaruva, adicionouu cerca de 70 estátuas de Buda e uma de si próprio, além de ter mandado dourar 50 estátuas, o que é atestado por uma inscrição em pedra por cima da entrada do mosteiro. Durante os século XVIII, as cavernas foram restuaradas e pintadas de novo pelos reis de Cândia. Em 1938 o complexo foi embelezado com colunatas em arco e entradas com empenas.

## As cinco cavernas
O templo é composto por cinco cavernas de vários tamanhos e e graus de magnificência. As cavernas situam-se na base de um rochedo e são acessíveis por um caminho com inclinação suave ao longo da rocha, de onde se avistam as planícies em volta e a fortaleza de Sigiriya, situada a 19 km de distância. Durante o crepúsculo há centenas de andorinhas que voam para a entrada das cavernas.
A maior caverna mede cerca de 52 m de leste para oeste e 23 m da entrada até à parte traseira. Tem 7 m de altura na sua parte mais alta e nas pinturas e estátuas que nela se encontram estão representadas não só Buda, divindades budistas como também algumas divindades hindus, além de Ananda (um dos principais discípulos de Buda) e os reis Valagamba e Nissankamalla.
Nas cavernas-santuário há esculturas que são representativas de muitas épocas da arte cingalesa. As estátuas de Buda são de diversos tamanhos e representam a divindade em várias atitudes. A maior estátua tem 15 metros de altura. Uma das cavernas tem mais de 1 500 representações de Buda a revestir o teto.
A primeira caverna é chamada Caverna do Rei Divino (em cingalês: Devaraja lena; deva = divindade; raja = rei; lena = caverna). Por cima da entrada encontra-se uma inscrição em brami datada do século I a.C. que relata a fundação do mosteiro. O interior é dominado por uma estátua de Buda escavada na rocha, com 14 m de altura, que foi pintada vezes sem conta ao longo da história, a última vez provavelmente no século XX. Buda tem nos seus pés o seu discípulo favorito, Ananda, e na cabeça está Vixnu, que segundo a tradição usou os seus poderes divinos para criar as cavernas.
A Maharaja lena (Caverna dos Grandes Reis) é a segunda e maior caverna do conjunto. Nela há 16 estátuas de Buda em pé e 40 estátuas de Buda sentado, além de outra do deus cingalês Saman e Vixnu. Estas imagens são frequentemente decoradas pelos peregrinos com grinaldas. Há também estátuas do rei Valagamba, a quem tradicionalmente se atribui a transformação das cavernas em templos, e Nissanka Malla.
A estátua de Buda escavada na rocha no lado esquerdo da caverna é ladeada por figuras em madeira dos bodisatvas Maitreya e Avalokiteśvara (conhecido no Seri Lanca como Natha-deva). Há também uma dagoba e um fonte, alimentada por água que goteja duma rachadura do teto, cuja água tem fama de ter poderes curativos. No teto há pinturas a têmpera datadas do século XVIII, com cenas da vida de Buda que vão desde o sonho de Mahāmāyā (mãe de Buda) à tentação de Mara. Outras pinturas estão relacionadas com eventos importantes da histório do Seri Lanca.
A terceira caverna, chamada Maha Alut Vihara (Novo Grande Mosteiro) tem pinturas do estilo típico de Cândia, realizadas durante o reinado de Kirti Sri Rajasinha (r. 1747–1782), o famoso revivalista do budismo. Há 50 estátuas de Buda e uma estátua desse rei. 

## Conservação

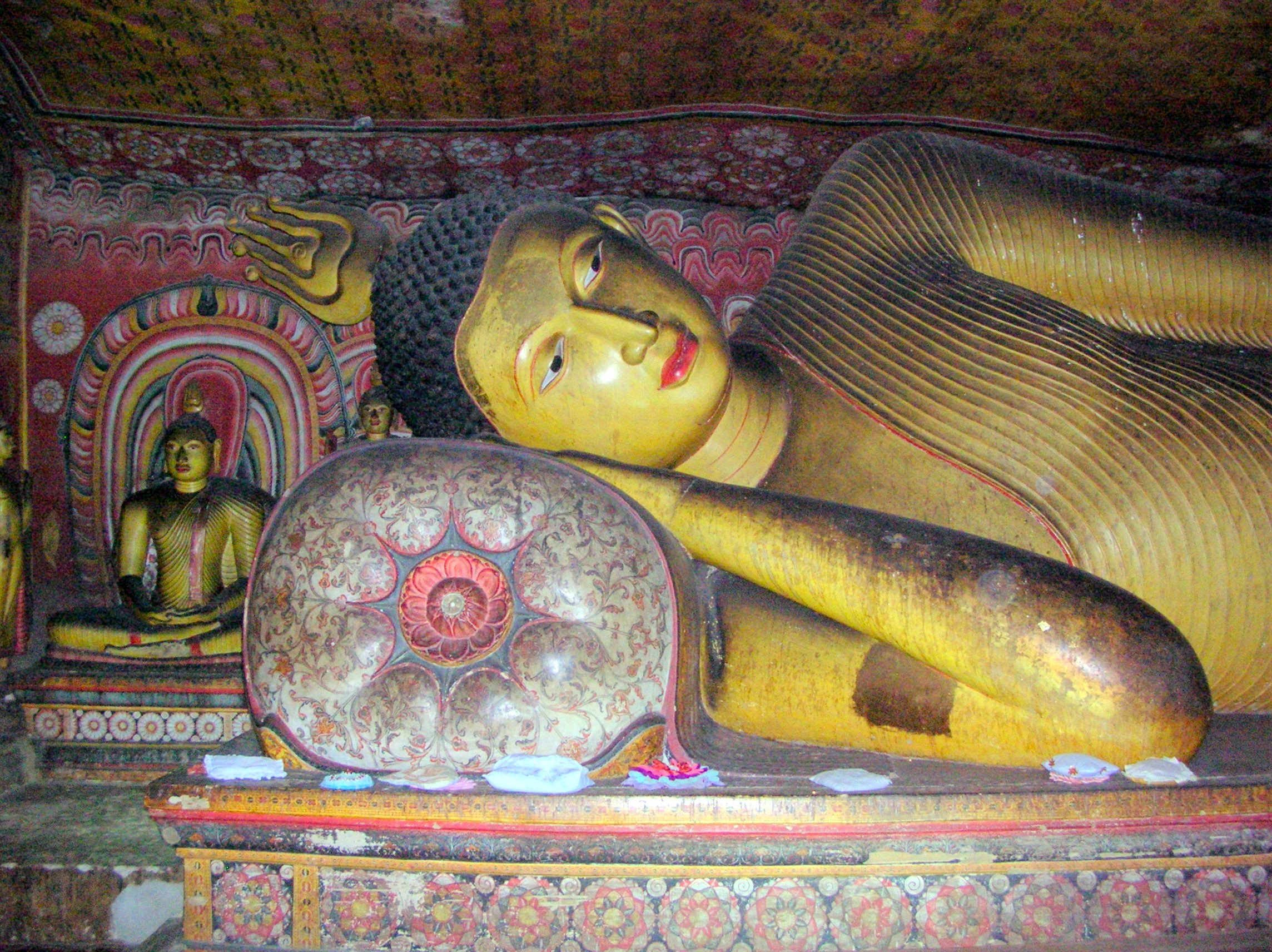
Uma das estátua de Buda reclinado no templo

A conservação do complexo de Dambulla tem-se concentrado sobretudo na preservação dos murais. Estes foram limpos durante um projeto levado a cabo na década de 1960, que além da limpeza envolveu a aplicação dum revestimento de proteção. As estratégias de conservação subsequentes, sobretudo desde 1982, têm-se focado em manter a integridade do complexo existente, que não foi alterado desde que foi construída uma varanda no templo nos anos 1930. A estratégia foi acordada durante um projeto conjunto em que estiveram envolvidos a UNESCO, o Cultural Triangle Project of Sri Lanka e as autoridades do Templo de Dambulla, que foi realizado entre 1982 e 1996.
No âmbito desse projeto conjunto, as principais intervenções de conservação incidiram nos murais do século XVIII, que representam cerca de 80% das pinturas sobreviventes em Dambulla. No final da década de 1990, a maioria dessas pinturas estava em excelentes condições e as dos santuários maiores ainda apresentavam a maior parte das características originais do século XVIII. Em vez de terem sido feitas limpezas, foram implementadas várias medidas corretivas para estabilizar os murais e desenvolver uma estratégia de conservação a longo prazo para minimizar danos de origem humana ou ambiental.
Como o templo continua a ter atividade religiosa, os planos de conservação do projeto de 1982-1996 foram também direcionados para o melhoramento  da infratestrutura e acessibilidade do local, em conformidade com o seu estatuto de sítio do Património Mundial. Isso envolveu a renovação da pavimentação feita à mão no interior do complexo e a instalação de iluminação moderna. Outros investimentos na infraestrutura resultaram na construção de um museu e outras instalações turísticas localizadas fora do complexo histórico.
No relatório das inspeções realizadas pela UNESCO em 2003 foi proposto que a zona de proteção em redor do complexo foi ampliada a fim de minimizar os danos aos restos arqueológicos vizinhos.